# Хліб ґвдовський
Хліб ґвдовський — різновид хліба, регіональний хлібобулочний продукт, характерний для гміни Щецинек, 5 вересня 2013 року занесений до польського переліку традиційних продуктів (заявниками були Данута та Лех Шлаз).

## Історія
Традиція випічки хліба ґвдовського датується від 1945 року, коли з Островця Свентокшиського до Жултинця прибула родина, в якій жінки, за їх власним рецептом, пекли хліб (житній і пшенично- житній). Цей рецепт походив з періоду Першої світової війни. Піч, в якій робили випічку, називали «хлібовником» (пол. chlebownikiem). З 1954 року хліб ґвдовський випікався жителями Ґвди Великої. У 60-х роках XX століття тісто і триденну закваску виготовляли в дерев'яних мисках і каструлях, а весь процес займав майже добу. Хлібопечі, що використовуються для випікання (200 °C), були побудовані в 30-х роках XX століття. Ґвдовський хліб не пліснявіє, але засихає, а залишки придатні для годування тварин.
Різні місцеві звичаї були пов'язані з випіканням Ґвдовського хліба, які весь час практикуються, наприклад, жодна чужа людина не могла бути у приміщенні поки виконується робота, а до печі буханки хліба кладе господиня.

## Характеристика
Буханка ґвдовського хліба має грубу шкіру, посипану маком. У розрізі видно насіння соняшнику та льону (або лише лляне насіння). Хліб має трохи солоний, кислий смак, а запах інтенсивний з натяком на характерну кислоту. Після випікання хліб глазурують борошном, змішаним з водою, і кладуть на листя хрону або капусти.

## Призи та нагороди
У 2012 році ґвдовський хліб зайняв перше місце на конкурсі «Наша кулінарна спадщина — смаки регіонів» (Познань) у категорії продуктів та препаратів рослинного походження.